# Glenea vanikorensis
Glenea vanikorensis är en skalbaggsart som beskrevs av Stefan von Breuning 1956. Glenea vanikorensis ingår i släktet Glenea och familjen långhorningar. Inga underarter finns listade i Catalogue of Life.